# Ocena Fliega-Zimmera
Ocena Fliega-Zimmera – metoda oceniania jakości kiszonek paszowych, oparta na analizie procentowego udziału kwasów: mlekowego, octowego i masłowego w łącznej ich masie. W przypadkach, gdy wzajemny stosunek zawartości tych kwasów wskazuje na dobry stan paszy, lecz ich zawartość w łącznej masie kiszonki jest zbyt niska, dodatkowym kryterium oceny staje się pomiar pH.
| Tabela oceny Fliega-Zimmera | Tabela oceny Fliega-Zimmera | Tabela oceny Fliega-Zimmera | Tabela oceny Fliega-Zimmera | Tabela oceny Fliega-Zimmera | Tabela oceny Fliega-Zimmera |
| --------------------------- | --------------------------- | --------------------------- | --------------------------- | --------------------------- | --------------------------- |
| Kwas mlekowy                | Kwas mlekowy                | Kwas octowy                 | Kwas octowy                 | Kwas masłowy                | Kwas masłowy                |
| %                           | punkty                      | %                           | punkty                      | %                           | punkty                      |
| 0,0 - 25,0                  | 0                           | 0,0 - 15,0                  | 20                          | 0,0 - 1,5                   | 50                          |
| 25,0 - 30,0                 | 2                           | 15,0 - 20,0                 | 18                          | 1,5 - 3,0                   | 30                          |
| 30,0 - 34,0                 | 4                           | 20,0 - 24,0                 | 16                          | 3,0 - 4,0                   | 20                          |
| 34,0 - 38,0                 | 6                           | 24,0 - 28,0                 | 13                          | 4,0 - 6,0                   | 15                          |
| 38,0 - 42,0                 | 8                           | 28,0 - 32,0                 | 10                          | 6,0 - 8,0                   | 10                          |
| 42,0 - 46,0                 | 10                          | 32,0 - 36,0                 | 7                           | 8,0 - 10,0                  | 9                           |
| 46,0 - 50,0                 | 12                          | 36,0 - 40,0                 | 4                           | 10,0 - 12,0                 | 8                           |
| 50,0 - 54,0                 | 14                          | 40,0 - 45,0                 | 2                           | 12,0 - 14,0                 | 7                           |
| 54,0 - 58,0                 | 16                          | 45,0 - 100,0                | 0                           | 14,0 - 16,0                 | 6                           |
| 58,0 - 62,0                 | 18                          |                             |                             | 16,0 - 18,0                 | 4                           |
| 62,0 - 66,0                 | 20                          |                             |                             | 18,0 - 20,0                 | 2                           |
| 66,0 - 70,0                 | 24                          |                             |                             | 20,0 - 30,0                 | 0                           |
| 70,0 - 75,0                 | 28                          |                             |                             | 30,0 - 40,0                 | -5                          |
| 75,0 - 100,0                | 30                          |                             |                             | 40,0 - 100,0                | -10                         |

| Kryteria oceny jakości kiszonki | Kryteria oceny jakości kiszonki |
| ------------------------------- | ------------------------------- |
| Suma punktów                    | Ocena                           |
| 80 - 100                        | bardzo dobra                    |
| 60 - 80                         | dobra                           |
| 40 - 60                         | zadowalająca                    |
| 20 - 40                         | mierna                          |
| 0 - 20                          | zła                             |